# Bathinda
Bathinda (Panjabi: ਬਠਿੰਡਾ) ist eine Stadt (Municipal Corporation) im indischen Bundesstaat Punjab mit etwa 286.000 Einwohnern (Volkszählung 2011) und seit 1953 Hauptstadt des gleichnamigen Distrikts.
Bathinda hat einen der größten Eisenbahnknoten Asiens, über den sie an die Nachbarstädte Mandi Dabwali, Kalanwali, Mansa, Rampura Phul, Malout und Faridkot angebunden ist. Sie liegt am Schnittpunkt der nationalen Fernstraßen NH 15 und NH 64. 54 % der Bevölkerung sind männlich.

## Klima
Das Klima in Bathinda wird als lokales Steppenklima bezeichnet. In den Sommermonaten Juli und August, während der Monsunzeit, fallen die meisten Niederschläge. Der durchschnittliche Jahresniederschlag beträgt 421 mm. Die Jahresmitteltemperatur liegt bei 24,5 °C.
|                       | Jan  | Feb  | Mär  | Apr  | Mai  | Jun  | Jul  | Aug  | Sep  | Okt  | Nov  | Dez  |   |      |
| Mittl. Tagesmax. (°C) | 20,4 | 24,2 | 29,5 | 36,0 | 40,8 | 41,6 | 37,1 | 35,6 | 35,5 | 34,0 | 28,9 | 23,2 | ⌀ | 32,3 |
| Mittl. Tagesmin. (°C) | 5,1  | 7,7  | 12,3 | 17,9 | 23,3 | 27,0 | 27,0 | 26,1 | 23,7 | 16,9 | 9,4  | 5,9  | ⌀ | 16,9 |
|                       |      |      |      |      |      |      |      |      |      |      |      |      |   |      |
| Niederschlag (mm)     | 12   | 13   | 18   | 4    | 5    | 22   | 117  | 109  | 93   | 19   | 2    | 7    | Σ | 421  |

| 5,1 |

| 7,7 |

| 12,3 |

| 17,9 |

| 23,3 |

| 27,0 |

| 27,0 |

| 26,1 |

| 23,7 |

| 16,9 |

| 9,4 |

| 5,9 |

| 5,1 |

| 7,7 |

| 12,3 |

| 17,9 |

| 23,3 |

| 27,0 |

| 27,0 |

| 26,1 |

| 23,7 |

| 16,9 |

| 9,4 |

| 5,9 |

## Wirtschaft
Etwa 25 Kilometer südlich der Stadt, unweit des Dorfes Phullokhari, befindet sich die Guru Gobind Singh Raffinerie (GGSR), benannt nach dem zehnten und letzten menschlichen Guru des Sikhismus, Gobind Singh. Sie ist im Privatbesitz von HPCL-Mittal Energy Limited (HMEL), einem Joint Venture zwischen Hindustan Petroleum (HPCL) und Mittal Energy Investment Pte Ltd, Singapur, einem Unternehmen im Besitz von Lakshmi Mittal. Es ist die zehntgrößte Raffinerie Indiens.

## Sehenswürdigkeiten
Das ikonische Fort Qila Mubarak ist ein historisches Monument von nationaler Bedeutung, im Herzen der Stadt gelegen. Es bestand von 1100 bis 1200 n. Chr. und ist eins der ältesten erhaltenen Forts in Indien. Hier wurde die Sultanin Raziah, die erste Frau, die den Thron von Delhi bestieg, nach ihrer Niederlage eingekerkert und entthront. Die Ziegel des Forts stammen aus dem Kuschana-Reich, als Kaiser Kanischka I. über das nordindische Gebiet Baktrien herrschte. Es wird angenommen, dass Kaiser Kanishka I. das Fort baute. Dessen Verwaltung  obliegt der Archaeological Survey of India.
Der im Stadtzentrum unweit der Mittal’s City Hall gelegene Rosengarten wurde am 6. Mai 1979 vom damaligen Ministerpräsidenten von Punjab Parkash Singh Badal eingeweiht. Der Garten erstreckt sich über eine Fläche von über 10 Hektar und ist ein beliebter Erholungsort mitten im Stadtzentrum. Einige besondere Rosensorten sind in diesem Garten zu finden, beispielsweise die Rosa Papageno, eine Hybridmischung aus roten und weißen Rosen, oder Konfetti, eine mehrfarbige gelbe Rose mit sternförmigen Blütenblättern, oder Sheer bliss, eine Teehybride-Rosenart, die auch als Hochzeitsrose bekannt ist.

## Ehemalige Stromversorgung
Das Guru Nanak Dev Thermal Kraftwerk in Bathinda, benannt nach dem ersten Sikh-Guru und Gründer des Sikhismus,  Sri Guru Nanak Dev Ji, war eines der drei Wärmekraftwerke in Punjab. Die anderen befinden sich im 25 Kilometer entfernten Lehra Mohabat und in Rupnagar. Es handelte sich um ein mittelgroßes Kraftwerk mit vier Blöcken, mit deren Bau Anfang der 1970er Jahre begonnen wurde und die 1982 fertiggestellt wurden. Alle zusammen erzeugen bis zu 460 MW (2x110+2x120 MW) Strom, der den riesigen Bewässerungsbedarf des unteren Punjab deckt. Am 27. September 2017 morgens um 8:39 Uhr Ortszeit wurde das Kraftwerk für immer abgeschaltet.
Die vier gewaltigen, circa 150 Meter hohen, aus Stahlbeton gebauten Kühltürme bestimmen schon aus weiter Entfernung die Skyline des nördlichen Stadtrandes.